# Хадим Али паша
Хадим Али паша (на турски: Hadım Ali Pasha), известен и като Атик Али паша, е османски държавник, бейлербей на Румелия, велик везир от 1501 до 1503 и повторно между 1509 и 1511 г.

## Биография
Роден е в християнско семейство в село Дрозгометва, днес в Босна и Херцеговина, в аристократичния род Остоя. Взет е при девширмето и учи в академията за еничари Ендерун, като предвид длъжността, за която е подготвян в нея, е направен евнух (впрочем самото име хадим на турски означава „евнух“).
През 80-те години на XV век е бейлербей на Румелия. През юли 1485 г. начело на една войска нахлува в Княжество Молдова и разбива войводата Стефан Велики, по-късно през 1488 г. във войната на Османската империя с мамелюците също е начело на армия, но е разгромен при Адана, поради което е понижен в длъжност. През 1501 г. отново се издига, като е назначен от султан Баязид II за велик везир и остава на този пост до 1503 г. Повторно заема тази престижна длъжност от 1509 до смъртта си през юли 1511 г., когато загива в битката при Сивас.